# Горан Подлипец
Горан Подлипец (Нови Сад, 1970) српски је глумац, комичар и водитељ. Познат је као Тоша из емисије Гранд шоу и из емисије „Академци“ у којој учествују и Јован Милков, Владимир Петковић, Драгана Суџук, Борис Постовник, Ненад Милосављевић и Сандра Симић. Ова емисија је емитована на Телевизији Пинк.

## Серије и емисије
- Академци
- Фолиранти
- Генијалци
- Гранд шоу